# Робинсон, Джозеф Тейлор
Джозеф «Джо» Тейлор Робинсон (англ. Joseph «Joe» Taylor Robinson) — американский политический деятель, 23-й губернатор Арканзаса (1913), сенатор США от штата Арканзас (1913—1937), лидер большинства в Сенате (1933—1937). Был кандидатом в вице-президенты от Демократической партии на президентских выборах 1928 года.

## Биография
Джозеф Робинсон родился 26 августа 1872 в Лоноке, штат Арканзас, в семье Джеймса Робинсона (1816—1892) и Матильды Джейн Свэйм (1832—1899). Джеймс Робинсон работал врачом, фермером и проповедником. Был девятым ребёнком из десяти детей в семье. Окончил Университет Арканзаса и Виргинский университет в 1895 году, получив степень юриста.

### Политическая карьера
В 1894 году Робинсон был избран в Генеральную ассамблею Арканзаса, где прослужил один срок. В 1902 году Робинсон был избран в Палату представителей США от шестого округа Арканзаса и был переизбран на четыре последующих срока.
В 1912 году Джо Робинсон был избран губернатором Арканзаса. Он сложил свои полномочия в Палате представителей США 14 января 1913 года и вступил в должность губернатора 16 января. Однако сенатор США и 20-й губернатор Арканзаса Джефферсон Дэвис умер 3 января, после того как законодательное собрание переизбрало его на новый срок, начинающийся 4 марта 1913 года; его место теперь было вакантно. 27 января 1913 года, всего через 12 дней после вступления Робинсона в должность губернатора, законодательное собрание избрало его в Сенат США вместо Дэвиса. Робинсон стал последним сенатором США, избранным законодательным собранием штата, а не прямым всенародным голосованием. Семнадцатая поправка к Конституции США, которая требовала прямых выборов, вступила в силу 8 апреля 1913 года. Все остальные сенаторы, избранные на срок, начинающийся в 1913 году, были избраны раньше. Так, например, сенатор Джеймс Генри Брэйди от штата Айдахо был избран для заполнения вакансии 24 января — он был избран предпоследним. Робинсон ушёл в отставку с поста губернатора 8 марта 1913 года. Несмотря на то, что он пробыл на посту губернатора всего 55 дней, он добился выделения средств на завершение строительства нового здания Капитолия штата, создания совета по статистике труда, официального государственного флага и создания Комиссии по дорогам штата Арканзас.

#### В Сенате США
В начале своего срока Робинсон решительно поддерживал политику президента Вудро Вильсона, даже когда другие демократы потерпели поражение. Он поддержал закон Китинга — Оуэна о детском труде и работал над принятием законопроектов по регулированию железных дорог и других ключевых отраслей промышленности. Он возглавил Сенат по вооружению торговых судов и проголосовал за объявление войны Германии. Он также возглавлял безуспешную попытку Сената ратифицировать Версальский договор.
Джо Робинсон считался прогрессистом в образе президента Вильсона. Робинсон приобрёл влияние в Сенате и позже занимал пост председателя Демократического национального собрания 1920 года. Робинсон переизбирался в Сенат в 1918, 1924, 1930 и 1936 годах. В 1923 году лидер демократов в Сенате Оскар Андервуд, занимавший пост лидера меньшинства Сената, ушёл в отставку по болезни. Ожидалось, что место Андервуда займет старший сенатор-демократ Фернифолд Симмонс, но он снял своё имя с рассмотрения после того, как Робинсон бросил ему вызов. В результате единогласного голосования Робинсон стал лидером демократов, и эту должность он занимал до своей смерти в 1937 году. Будучи лидером меньшинства, Робинсон взял на себя распределение патронажных назначений и реформировал процесс назначения в комитеты, постановив, что ни один сенатор не будет занимать высшую демократическую должность более чем в одном важном комитете. 
У Робинсона были собственные президентские амбиции. В 1924 году он был незначительным претендентом на демократическую номинацию. Будучи кандидатом «любимого сына», он заручился поддержкой своих избирателей из Арканзаса и южных консервативных членов своей партии. Однако в том году его выступление на поле для гольфа привлекло к нему больше внимания, чем его недолгая гонка за президентское кресло. В загородном клубе «Чеви Чейз» один из коллег по гольфу попросил опередить медленно играющую четвёрку сенатора. Робинсон отказался оказать любезность местному хирургу. После нескольких гневных слов он ударил доктора, повалив его на землю. Клуб исключил Робинсона из своих членов, а пресса присвоила ему новый титул «сенатор-драчун».

#### Президентские выборы 1928 года
На выборах президента США 1928 года Робинсон был кандидатом от Демократической партии на пост вице-президента как напарник Альфреда Смита. В начале 1928 года Робинсон столкнулся с сенатором Джеймсом Томасом Хефлином, демократом из Алабамы, который часто вставлял антикатолические настроения во многие свои выступления. Когда католический губернатор Нью-Йорка Альфред Смит выдвинул свою кандидатуру на пост президента, Хефлин сделал Смита объектом своей критики. Робинсон отстаивал свои взгляды, заявляя, что религиозная принадлежность не имеет никакого отношения к полномочиям человека на более высокий пост. В одном известном случае он заявил: «Я слышал, как [сенатор] осуждал католическую церковь, Папу Римского, кардинала, епископа, священника и монахиню, пока я не устал от этого как демократ». Хелфин возразил: «Сенатор от Арканзаса не может оставаться лидером демократов и сражаться с католиками каждый раз, когда этот вопрос поднимается в этом органе». Интерпретируя это замечание как вызов своему авторитету, Робинсон получил вотум доверия, чтобы оценить лояльность своих коллег. Несмотря на то, что Смит проиграл кандидату от республиканцев Герберту Гуверу, Робинсон вышел из предвыборной кампании как национальный деятель, теперь известный своими пылкими речами, которые он произносил по всей стране от имени Смита и Демократической партии. Он продолжал одерживать победы в качестве лидера меньшинства в Сенате, но его отношения сотрудничества с Гувером раздражали членов его партии. Они понимали, что ни один другой сенатор не обладал упорством и влиянием Робинсона, поэтому они приняли его лидерство, как бы это ни было неприятно.

#### Лидер большинства

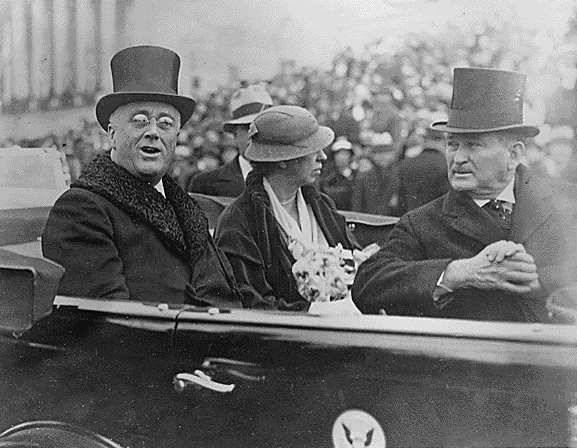
Франклин Рузвельт и Джо Робинсон в день инаугурации Рузвельта 1933 года

Джо Робинсон стал лидером большинства в Сенате единогласным голосованием в 1933 году, когда демократы заняли большинство в обоих палатах Конгресса. Он был первым демократом, официально назначенным лидером большинства. Он серьёзно относился к своим обязанностям, отказываясь делегировать свои многочисленные обязанности. Некоторых сенаторов возмущал его автократический стиль. В ходе дебатов он мог быть устрашающим, в частности он краснел лицом, колотил по столу, бешено жестикулировал и топал ногами. В качестве «маршала» Нового курса Франклина Рузвельта Робинсон обеспечил принятие бесчисленных законопроектов, касающихся Великой депрессии и социальной политики, его самой впечатляющей победой стал Чрезвычайный закон о банках, который он протолкнул через обе палаты Конгресса за семь часов.
Пресса называла Робинсона «задиристым Джо», поскольку он едва не подрался с коллегами по Сенату Джеймсом Томасом Хефлином, Робертом Лафоллетом, Портером Маккамбером и Хьюи Лонгом. Как только Соединённые Штаты вступили в Первую мировую войну, Робинсон осудил тех сенаторов, которые выступали против военных действий. После того как Лафоллет выступил против, Робинсон усомнился в его патриотизме на заседании Сената, и Лафоллет чуть не подрался с Робинсоном, и его пришлось сдерживать. На Демократическом национальном собрании 1920 года Робинсон ударил кулаком в лицо охранника, который усомнился в его полномочиях. Однако, несмотря на вспыльчивость, он поддерживал крепкие дружеские отношения с представителями разных партий.

### Смерть
14 июля 1937 года Робинсон умер в своей квартире в Вашингтоне от сердечного приступа. Через два дня после внезапной смерти Робинсона коллеги, друзья и семья посетили его похороны в зале Сената. Полиция Капитолия США сопроводила его тело к похоронному поезду, направлявшемуся в Литл-Рок. Тысячи скорбящих пришли в Капитолий штата Арканзас, чтобы выразить свою скорбь и огромное восхищение лидером большинства: самым «боевым» человеком в Сенате США. Он был похоронен на кладбище Розлон, Литл-Рок. Его дом в Литл-Роке был признан национальным историческим памятником в 1994 году.

## Личная жизнь
Робинсон был женат на Эвильде «Билли» Гертруде Миллер (1876—1958), которая была дочерью владельца универсального магазина и ветерана Гражданской войны. Впервые они встретились в 1896 году на пикнике у озера Хиллс, недалеко от Макалмонта в округе Пьюласки, которое стало излюбленным местом для них, а также для многих других пар в этом районе. Их свадьба состоялась 15 декабря 1896 года в Первой методистской церкви Лонока. Детей пара не имела.